# Maison Les Chats
Ne doit pas être confondu avec Maison des Chats (Bruxelles).
La maison Les Chats est un immeuble réalisé à Schaerbeek (Région de Bruxelles-Capitale, Belgique) en 1901 par l'architecte Alban Chambon en styles Art nouveau et éclectique. 

## Situation
Cette maison se situe à Schaerbeek au no 48 de l'avenue Dailly.

## Description
La façade de la maison Les Chats relève du style éclectique pour son architecture et du style Art nouveau en ce qui concerne les ornements et les décorations. Cette façade compte quatre niveaux (trois étages) totalement différents. Le soubassement est réalisé en pierre bleue alors que le reste de la façade est élevé en brique blanche avec quelques bandeaux en pierre bleue.
L'oriel de base rectangulaire est situé au centre du premier étage. Vue du dessous, cette base est ornée de carrés stylisés. L'oriel est surmonté d'un garde-corps en fer forgé aux motifs géométriques et végétaux.
Cette maison doit son nom au grand panneau symétrique de céramiques placé à l'allège des cinq baies du dernier étage et mettant en scène cinq chats représentés de face, de côté ou encore faisant le gros dos.

## Sources
- http://www.irismonument.be/fr.Schaerbeek.Avenue_Dailly.48.html
- Top 100 Art nouveau/Bruxelles, Marie Ressler, éditions Aparté, page 54
- MIDANT, J.-P., La fantastique architecture d'Alban Chambon, AAM Éditions, Bruxelles, 2009, p. 231.